# دوغلاس هاوس
دوغلاس هاوس (بالإنجليزية: Douglas House)‏ هو محامي وسياسي أمريكي، ولد في 1953 في ليتل روك في الولايات المتحدة. حزبياً، نشط في الحزب الجمهوري. وقد انتخب عضو مجلس نواب أركنساس.